# Greater Manchester
Greater Manchester är ett ceremoniellt grevskap och ett storstadslän (metropolitan county) runt Manchester i Nordvästra England. Det gränsar till Cheshire (med Borough of Warrington), Derbyshire, West Yorkshire, Lancashire (med Blackburn with Darwen) och Merseyside. Greater Manchester består av tio storstadsdistrikt, bland annat städerna Manchester och Salford.
Förutom Manchester finns i Greater Manchester större orter som Bolton, Oldham, Rochdale, Bury, Stockport och Wigan. Greater Manchester är inte helt bebyggt. Manchester bildar en sammanhängande tätort tillsammans med Salford, Trafford, Oldham och Stockport, men bland annat Bury, Rochdale och Wigan är separata.
Storstadslänet skapades 1974 från områden som tidigare hade tillhört Lancashire och Cheshire. Innan dess hade namnet Selnec använts för området, för South East Lancashire North East Cheshire. 

## Politik
Greater Manchester är indelat i tio storstadsdistrikt (metropolitan boroughs): Bolton, Bury, Manchester, Oldham, Rochdale, Salford, Stockport, Tameside, Trafford och Wigan.
Storstadslänets landsting (county council) avskaffades 1986 och de ingående distrikten tog över ansvaret för all lokal förvaltning. Lokaltrafik, polis, räddningstjänst, avfallshantering och ambulanser sköttes dock av gemensamma nämnder. Distrikten bildade Association of Greater Manchester Authorities (AGMA), som var ett överordnat samarbetsorgan fram till 2011. Det ersattes då av Greater Manchester Combined Authority, som leds av en ledamot från varje distrikt.
De tio distrikten äger också totalt 64,5 procent av Manchester Airport Holdings, ett företag som äger flygplatserna i Manchester, East Midlands och Stansted.